# Andy Gray (football, 1955)
Pour les articles homonymes, voir Andy Gray et Gray.
Andrew Mullen "Andy" Gray, né le 30 novembre 1955 à Glasgow (Écosse), est un footballeur écossais qui évoluait au poste d'attaquant à Aston Villa et en équipe d'Écosse, pour laquelle il a marqué sept buts lors de ses vingt sélections entre 1975 et 1985.
Andy Gray est aujourd'hui commentateur sportif pour beIN Sports au Qatar.

## Carrière
Gray commence sa carrière à Dundee United où il fera 62 apparitions sur le terrain et inscrira 42 buts. Il part vers l'Angleterre, dans le sud de Londres, pour rejoindre Aston Villa en fin d'année 1975. Il deviendra la saison suivante meilleur buteur du championnat avec 25 réalisations. Ses 29 autres buts la saison suivante le consacrent meilleur joueur du championnat 1977 et meilleur jeune du championnat : il s'agit alors d'une grande première en Angleterre, le second à réaliser ce doublé n'arrivant d'ailleurs que 30 ans plus tard, en la personne de Cristiano Ronaldo. Le sélectionneur écossais Ally MacLeod ne le choisira cependant pas pour jouer la Coupe du monde de football de 1978.
Gray s'engage alors avec les Wolverhampton Wanderers en septembre 1979 pour un record  britannique de 1,5 M £. Après avoir marqué le but gagnant pour les Wolves dans la finale de la coupe de la ligue en 1980, il reste avec le club quand celui-ci est relégué en 1982.
Il rejoint Everton en novembre 1983 pour un montant de 250 000 £. Il fait deux bonnes saisons chez les blues liverpooliens, gagnant la FA Cup en 1984, marquant aussi dans la finale face à Watford. La saison suivante il gagne la Charity Shield puis le championnat et enfin la Coupe d'Europe des vainqueurs de coupe de football, marquant aussi lors de la finale de cette dernière.
Il retourne en 1985 à Aston Villa, suivant les ordres de son entraîneur Graham Turner, marquant seulement 5 buts pour 54 apparitions chez les vilains. Il passe ensuite une saison à West Bromwich Albion avant de rejoindre les Glasgow Rangers, l'équipe qu'il a soutenue toute sa vie. Après ce bref passage où il remporte le championnat à Ibrox, il atterrit à Cheltenham Town avant de prendre sa retraite en 1990. Après avoir raccroché ses crampons il devient assistant entraîneur à Aston Villa avant de se concentrer à plein temps sur son travail de commentateur télévisé.
Malgré une belle carrière, Andy Gray aura très peu joué pour son pays et ne figure dans aucune des sélections écossaises qui ont participé à une Coupe du monde.

### Parcours
- 1973-1975 : Dundee United
- 1975-1979 : Aston Villa
- 1979-1983 : Wolverhampton Wanderers
- 1983-1985 : Everton
- 1985-1987 : Aston Villa
- 1987 : Notts County
- 1987-1988 : W.B.A
- 1988-1989 : Rangers
- 1989-1990 : Cheltenham Town

### Palmarès
Dundee United FC
- Scottish Cup :
  - Finaliste : 1974

Aston Villa FC
- League Cup :
  - Vainqueur : 1977

Wolverhampton Wanderers
- League Cup :
  - Vainqueur : 1980

Everton FC
- Championnat d'Angleterre de football  :
  - Champion : 1984/85
- Coupe d'Europe des vainqueurs de coupe de football :
  - Vainqueur : 1984/85
- FA Cup :
  - Vainqueur : 1984
  - Finaliste : 1985
- Charity Shield: 1984

Rangers FC
- Championnat d'Écosse de football  :
  - Vainqueur : 1988/89
- Scottish Cup :
  - Finaliste : 1989

### Individuels
- Meilleur buteur du Championnat d'Écosse de football 1974/75: 20 buts
- Meilleur buteur du Championnat d'Angleterre de football 1976/77: 25 buts
- Meilleur buteur de la Coupe d'Europe des vainqueurs de coupe de football 1984/85: 5 buts

## Retraite
Après sa retraite, Gray est devenu consultant et commentateur pour des médias anglais, notamment Sky Sports où il a travaillé de 1990 à janvier 2011. Il a commenté pour la BBC Radio 5 Live lors le Mondial 2002 et pour ESPN l'Euro 2008, ainsi que des matchs de Ligue des champions. Il a également présenté une émission tous les vendredis sur talkSPORT.
En janvier 2011, il est contraint à des excuses publiques pour des commentaires sexistes sur une arbitre assistante,  Sian Massey, lors d'un match de Premier League. Croyant son micro éteint, Gray a déclaré, "Pouvez-vous croire cela ? Une femme arbitre de touche. Les femmes ne connaissent pas la règle du hors-jeu." Le co-animateur Richard Keys, avait répondu : "Bien sûr que non." Le 25 janvier, Sky Sports annonce la rupture de contrat des 2 hommes.
Il est bien connu pour sa façon explosive de commenter les matchs, et plusieurs de ses sorties se retrouvent dans les génériques d'émissions britanniques. Andy Gray est aussi le commentateur dans les versions anglaises du jeu FIFA Football, de FIFA 06 à FIFA 11, et a également joué un rôle dans le film A Shot at Glory, mettant en vedette les légendes des Rangers Ally McCoist et Robert Duvall. Il a également écrit pour l'Irish Daily Star (en).
Depuis plusieurs années, Andy Gray est consultant sur beIN Sport avec son ami et présentateur Richard Keys pour l'émission "The Keys & Gray Show" ainsi que consultant pour les matches de Premier League avec des anciens joueurs et managers comme Ruud Gullit, Graeme Souness et David Moyes.